# Pram
En pram er et fartøj der er kendetegnet ved at have flad bund og ofte uden køl. Pramme kan deles i to grupper: Store pramme til transport af varer over vand, og små pramme der har været brugt til fiskeri, persontransport, mm. i indre farvand. Ordet pram er også brugt som skældsord om en båd eller skib i dårlig stand.

## Flodpramme
Flodpramme er store pramme som bruges til fragt på lavvandede floder, hvorfor de har flad bund og ringe dybgang. Ofte kan lastpramme ikke sejle selv, men bliver bugseret af andre skibe. På floder og kanaler blev prammen tidligere drevet frem ved hjælp af en (eller flere) stage(r) eller trukket af trækdyr, som bevæger sig ad en sti langs bredden; dette kaldes pramdragning. 
Der var i århundreder stor trafik med pramme ad Gudenåen. Her går der stadig en pramdragersti i de meste af åens længde.
I områder med meget lange floder hvor transporten kunne tage mange dage, boede pramejerens familie som regel om bord.

## Små pramme
Små pramme har haft mange formål. De har været bygget i træ og oftest klinkbyggede. Nogle har været meget simple med rette stævne og spanter. Andre har været bygget med mere facon og har lignet egentlige joller men med flad bund; de kaldes så jollebygede pramme. Jollebyggede pramme har været anvendt til mere krævende formål som fiskeri på lidt mere åbne fjorde mm. Fremdrivning med åre har været det mest almindelige, men en del pramme har også haft sejl og senere motor. En norsk pram er bygget med spejl i begge ender men med rund bund (ikke med flad bund som andre pramme). Norske pramme (kaldes også mosesjolle) har været brugt til mange formål, bl.a. havgående fiskeri på den danske vestkyst.